# Draft NBA 1976
Il Draft NBA 1976 si è svolto l'8 giugno 1976 a New York e ha portato nella NBA ben tre futuri membri della Basketball Hall of Fame (Robert Parish, Adrian Dantley e Alex English).

## Giocatori scelti al 1º giro
|  | = All-Star     |
|  | = Hall of Fame |

| Scelta | Giocatore                | Nazionalità | Squadra NBA            | Scuola/ex squadra |
| ------ | ------------------------ | ----------- | ---------------------- | ----------------- |
| 1      | John Lucas (PG)          | Stati Uniti | Houston Rockets        | Maryland          |
| 2      | Scott May (PF)           | Stati Uniti | Chicago Bulls          | Indiana           |
| 3      | Richard Washington (F-C) | Stati Uniti | Kansas City Kings      | UCLA              |
| 4      | Leon Douglas (C)         | Stati Uniti | Detroit Pistons        | Alabama           |
| 5      | Wally Walker (F)         | Stati Uniti | Portland Trail Blazers | Virginia          |
| 6      | Adrian Dantley (F)       | Stati Uniti | Buffalo Braves         | Notre Dame        |
| 7      | Quinn Buckner (G)        | Stati Uniti | Milwaukee Bucks        | Indiana           |
| 8      | Robert Parish (C)        | Stati Uniti | Golden State Warriors  | Centenary         |
| 9      | Armond Hill (G)          | Stati Uniti | Atlanta Hawks          | Princeton         |
| 10     | Ron Lee (G)              | Stati Uniti | Phoenix Suns           | Oregon            |
| 11     | Bob Wilkerson (G)        | Stati Uniti | Seattle SuperSonics    | Indiana           |
| 12     | Terry Furlow (G)         | Stati Uniti | Philadelphia 76ers     | Michigan State    |
| 13     | Mitch Kupchak (F)        | Stati Uniti | Washington Bullets     | North Carolina    |
| 14     | Larry Wright (G)         | Stati Uniti | Washington Bullets     | Grambling State   |
| 15     | Chuckie Williams (G)     | Stati Uniti | Cleveland Cavaliers    | Kansas State      |
| 16     | Norm Cook (F)            | Stati Uniti | Boston Celtics         | Kansas            |
| 17     | Sonny Parker (F)         | Stati Uniti | Golden State Warriors  | Texas A&M         |

## Giocatori scelti al 2º giro
| Scelta | Giocatore        | Nazionalità | Squadra NBA            | Scuola/ex squadra |
| ------ | ---------------- | ----------- | ---------------------- | ----------------- |
| 18     | Willie Smith     | Stati Uniti | Chicago Bulls          | Missouri          |
| 19     | Bayard Forrest   | Stati Uniti | Seattle SuperSonics    | Grand Canyon      |
| 20     | Major Jones      | Stati Uniti | Portland Trail Blazers | Albany State      |
| 21     | Earl Tatum       | Stati Uniti | Los Angeles Lakers     | Marquette         |
| 22     | Johnny Davis     | Stati Uniti | Portland Trail Blazers | Dayton            |
| 23     | Alex English (F) | Stati Uniti | Milwaukee Bucks        | South Carolina    |
| 24     | Scott Lloyd      | Stati Uniti | Milwaukee Bucks        | Arizona State     |
| 25     | Lonnie Shelton   | Stati Uniti | New York Knicks        | Oregon State      |
| 26     | Jacky Dorsey     | Stati Uniti | New Orleans Jazz       | Georgia           |
| 27     | Phil Hicks       | Stati Uniti | Houston Rockets        | Tulane            |
| 28     | Bob Carrington   | Stati Uniti | Atlanta Hawks          | Boston College    |
| 29     | Dennis Johnson   | Stati Uniti | Seattle SuperSonics    | Pepperdine        |
| 30     | Al Fleming       | Stati Uniti | Phoenix Suns           | Arizona           |
| 31     | Joe Pace         | Stati Uniti | Washington Bullets     | Coppin State      |
| 32     | Mo Howard        | Stati Uniti | Cleveland Cavaliers    | Maryland          |
| 33     | Butch Feher      | Stati Uniti | Phoenix Suns           | Vanderbilt        |
| 34     | Marshall Rogers  | Stati Uniti | Golden State Warriors  | Texas-Pan Am      |

## Giocatori scelti al 3º giro
| Scelta | Giocatore          | Nazionalità | Squadra NBA            | Scuola/ex squadra  |
| ------ | ------------------ | ----------- | ---------------------- | ------------------ |
| 35     | Dallas Smith       | Stati Uniti | Chicago Bulls          | West Texas State   |
| 36     | Mike Dabney        | Stati Uniti | Los Angeles Lakers     | Rutgers            |
| 37     | Lars Hansen        | Canada      | Chicago Bulls          | Washington         |
| 38     | Phil Sellers       | Stati Uniti | Detroit Pistons        | Rutgers            |
| 39     | Jeff Tyson         | Stati Uniti | Portland Trail Blazers | Western Michigan   |
| 40     | Lloyd Walton       | Stati Uniti | Milwaukee Bucks        | Marquette          |
| 41     | John McGill        | Stati Uniti | New York Knicks        | Alcorn State       |
| 42     | Steve Copp         | Stati Uniti | New Orleans Jazz       | San Diego State    |
| 43     | Tom Abernethy      | Stati Uniti | Los Angeles Lakers     | Providence         |
| 44     | Barnes Hauptfuhrer | Stati Uniti | Houston Rockets        | Princeton          |
| 45     | Ira Terrell        | Stati Uniti | Phoenix Suns           | Indiana            |
| 46     | Larry Cooke        | Stati Uniti | Atlanta Hawks          | Virginia Tech      |
| 47     | Ron Norwood        | Stati Uniti | Philadelphia 76ers     | DePaul             |
| 48     | Gary Brewster      | Stati Uniti | Buffalo Braves         | UTEP               |
| 49     | Bill Cook          | Stati Uniti | Washington Bullets     | DePaul             |
| 50     | Gary Cole          | Stati Uniti | Cleveland Cavaliers    | Wisconsin–Parkside |
| 51     | Jerry Fort         | Stati Uniti | Boston Celtics         | Nebraska           |

## Giocatori scelti nei giri successivi con presenze nella NBA o nella ABA
| Scelta | Giocatore        | Nazionalità | Squadra NBA         | Scuola/ex squadra |
| ------ | ---------------- | ----------- | ------------------- | ----------------- |
| 52     | Keith Starr      | Stati Uniti | Chicago Bulls       | Pittsburgh        |
| 53     | Tom Barker       | Stati Uniti | Atlanta Hawks       | Hawaii            |
| 60     | Wayman Britt     | Stati Uniti | Los Angeles Lakers  | Michigan          |
| 70     | Ron Davis        | Stati Uniti | Atlanta Hawks       | Washington State  |
| 74     | Paul Griffin     | Stati Uniti | New Orleans Jazz    | Western Michigan  |
| 84     | Ed Lawrence      | Stati Uniti | Cleveland Cavaliers | McNeese State     |
| 89     | Andre McCarter   | Stati Uniti | Kansas City Kings   | UCLA              |
| 99     | Mike Dunleavy    | Stati Uniti | Philadelphia 76ers  | South Carolina    |
| 103    | Art Collins      | Stati Uniti | Boston Celtics      | St. Thomas        |
| 111    | Andy Walker      | Stati Uniti | New Orleans Jazz    | Niagara           |
| 117    | Phil Walker      | Stati Uniti | Philadelphia 76ers  | Millersville      |
| 121    | Ralph Drollinger | Stati Uniti | Boston Celtics      | UCLA              |
| 134    | Norton Barnhill  | Stati Uniti | Seattle SuperSonics | Washington State  |
| 152    | Fly Williams     | Stati Uniti | Philadelphia 76ers  | Austin Peay State |

## Draft dispersivo ABA
L'American Basketball Association e l'NBA si fusero nel 1976. Fra le squadre ABA quattro si iscrissero alla NBA, mentre le altre furono sciolte prima della fusione, eccetto i Kentucky Colonels e gli Spirits of St. Louis; queste due franchigie furono sciolte come da accordi della fusione e i loro giocatori vennero scelti dalle squadre con un draft dispersivo.

### Giocatori scelti al 1º giro
| Scelta | Giocatore                | Nazionalità | Squadra NBA                         | Squadra ABA          | Prezzo d'acquisto |
| ------ | ------------------------ | ----------- | ----------------------------------- | -------------------- | ----------------- |
| 1      | Artis Gilmore (C)        | Stati Uniti | Chicago Bulls                       | Kentucky Colonels    | $1 100 000        |
| 2      | Maurice Lucas (PF)       | Stati Uniti | Portland Trail Blazers (da Atlanta) | Spirits of St. Louis | $300 000          |
| 3      | Ron Boone (PG)           | Stati Uniti | Kansas City Kings                   | Spirits of St. Louis | $250 000          |
| 4      | Marvin Barnes (C)        | Stati Uniti | Detroit Pistons                     | Spirits of St. Louis | $500 000          |
| 5      | Moses Malone (C)         | Stati Uniti | Portland Trail Blazers              | Spirits of St. Louis | $350 000          |
| 6      | Randy Denton (PG)        | Stati Uniti | New York Knicks                     | Spirits of St. Louis | $50 000           |
| 7      | Bird Averitt (PG)        | Stati Uniti | Buffalo Braves (da Milwaukee)       | Kentucky Colonels    | $125 000          |
| 8      | Wil Jones (PF)           | Stati Uniti | Indiana Pacers                      | Kentucky Colonels    | $50 000           |
| 9      | Ron Thomas (SF)          | Stati Uniti | Houston Rockets                     | Kentucky Colonels    | $15 000           |
| 10     | Louie Dampier (PG)       | Stati Uniti | San Antonio Spurs                   | Kentucky Colonels    | $20 000           |
| 11     | Jan van Breda Kolff (SF) | Stati Uniti | New York Nets                       | Kentucky Colonels    | $60 000           |